# حوزه انتخابیه بیست‌وششم فلوریدا
حوزه انتخابیه بیست‌وششم فلوریدا یک حوزه انتخابیه مجلس نمایندگان آمریکا است که در ایالت فلوریدا قرار دارد.